# پیچک درختی
پیچک درختی (نام علمی: Merremia) نام یک سرده از تیره پیچکیان است.